# 北狩野村
北狩野村（きたかのむら）は静岡県の東部、田方郡に属していた村。
現在の伊豆市の狩野川、大見川、年川以北および伊豆の国市の宇佐美大仁道路沿線にあたる。

## 地理
- 河川：狩野川、大見川、年川、深沢川
- 峠：山伏峠、亀石峠

## 歴史
- 1889年（明治22年）4月1日 - 町村制の施行により、田原野村、浮橋村、下畑村、牧之郷村、年川村、大野村、柏久保村が合併して発足。
- 1937年（昭和12年） - 村役場が大字牧之郷から大字柏久保に移転。
- 1959年（昭和34年）4月10日 - 大字田原野・浮橋・下畑および年川・大野の一部が大仁町、大字牧之郷・柏久保および年川・大野の一部が修善寺町に分割編入。同日北狩野村廃止。

## 交通

### 鉄道路線
- 伊豆箱根鉄道
  - 駿豆線
    - 牧之郷駅 - 修善寺駅

### 道路
- 国道136号（下田街道）